# Hallsjön (Hjortsberga socken, Blekinge)
Hallsjön är en sjö i Karlskrona kommun och Ronneby kommun i Blekinge och ingår i Nättrabyån-Ronnebyåns kustområde. Sjön är 17,3 meter djup, har en yta på 0,301 kvadratkilometer och är belägen 63,3 meter över havet. Hallsjön ligger i Vantakalleberget-Gröngölsmåla Natura 2000-område. Sjön avvattnas av vattendraget Listerbyån. Vid provfiske har bland annat abborre, braxen, gädda och mört fångats i sjön.

## Delavrinningsområde
Hallsjön ingår i det delavrinningsområde (624639-147259) som SMHI kallar för Utloppet av Hallsjön. Medelhöjden är 84 meter över havet och ytan är 2,69 kvadratkilometer. Räknas de 3 avrinningsområdena uppströms in blir den ackumulerade arean 45,41 kvadratkilometer. Avrinningsområdets utflöde Listerbyån mynnar i havet. Avrinningsområdet består mestadels av skog (89 procent). Avrinningsområdet har 0,3 kvadratkilometer vattenytor vilket ger det en sjöprocent på 11,1 procent.

## Fisk
Vid provfiske har följande fisk fångats i sjön:
- Abborre
- Braxen
- Gädda
- Mört
- Sarv
- Sutare